# Фейжан, Витор
Витор Корреа да Силва (порт. Vitor Correia da Silva; род. 1 августа 1996, Сан-Паулу) — бразильский футболист, нападающий клуба «Капяз».

## Карьера

### «Парана»

#### Начало карьеры
Воспитанник футбольной академии бразильского клуба «Парана». Дебютировал за клуб футболист 17 октября 2015 года в матче бразильской Серии B против салвадорской «Витории», выйдя на замену на 71 минуте. В начале 2016 года футболист также подтягивался к матчам с основной командой. В марте 2016 года футболист на правах арендного соглашения присоединился к бразильскому клубу «Жакуипенсе». Дебютировал за клуб футболист 6 марта 2016 года в матче Лиге Баияно против клуба «Коло Коло», выйдя на замену на 57 минуте. В мае 2016 года футболист на правах арендного соглашения перешёл в бразильскую «Коритибу», также перед этим продлив контракт с «Параной». В ноябре 2016 года футболист покинул клуб так и не сыграв за него ни одной официальной игры.

#### Сезон 2017
В январе 2017 года футболист продлил контракт с «Параной» до конца сезона. Первый матч в новом сезоне футболист сыграл 25 января 2017 года против клуба «Аваи», выйдя на поле в стартовом составе. В феврале 2017 года футболист в одном из матчей получил серьёзную травму из-за которой выбыл на длительный срок. В августе 2017 года футболист вернулся в распоряжение клуба. Первый матч в бразильской Серии B футболист сыграл 26 августа 2017 года против клуба «Жувентуде», выйдя на замену на 88 минуте и также отличившись своим дебютным забитым голом. На протяжении сезона футболист выступал за клуб в роли одного из основных игроков клуба отличившись 3 забитыми голами. По итогу сезона футболист вместе с клубом завершил чемпионат на итоговом четвёртом месте, заработав прямое повышение в бразильскую Серию А.

#### Сезон 2018
Первый свой матч за клуб в новом сезону футболист сыграл 18 января 2018 года в рамках Лиги Паранаэнсе против клуба «Униан Белтран», выйдя на поле в стартовом составе. Первым в сезоне забитым голом за клуб футболист отличился 25 марта 2018 года в матче против клуба «Лондрина». Дебютный матч в бразильской Серии А футболист сыграл 22 апреля 2018 года против клуба «Коринтианс», выйдя на замену на 71 минуте. Однако футболист успел провести за клуб в чемпионате всего лишь 3 матча, результативными действиями не отличившись. Всего же на протяжении первой половины сезона футболист отличился своим единственным забитым голом, оставаясь одним из основных игроков, чередуя матчи в стартовом составе и со скамейки запасных во всех турнирах.

#### Аренда в «Крисиуму»
В конце мая 2018 года футболист на правах арендного соглашения присоединился к «Крисиуме» до коцна сезона. Дебютировал за клуб футболист 2 июня 2018 года в матче против клуба «Аваи», выйдя на замену на 71 минуте и под конец основного времени получил прямое удаление с поля, заработав своё второе предупреждение. Дебютным забитым голом за клуб футболист отличился 14 июля 2018 года в матче против клуба «Гояс». На протяжении сезона футболист выступал за клуб в роли одного из основных игроков клуба, отличившись 6 забитыми голами и результативной передачей. По итогу сезона футболист вместе с клубом завершил чемпионат на итоговом четырнадцатом месте. По окончании срока действия арендного соглашения футболист покинул клуб.

### «Сеара»

#### Сезон 2019
В декабре 2018 года футболист перешёл в бразильскую «Сеару». Сумма трансфера футболиста составила порядка 45 тысяч евро. Дебютировал за клуб футболист 18 января 2019 года в матче Кубка Нордесте против клуба «Сампайо Корреа», выйдя на поле в стартовом составе и также отличившись своим дебютным забитым голом. В феврале 2019 года футболист вместе с клубом отправился выступать в Лиге Сеаренсе. Первым забитым голом в чемпионате футболист отличился 21 марта 2019 года в матче против форталезского клуба «Ферровиарио». В апреле 2019 года футболист выбыл из распоряжения основной команды клуба, которая в свою очередь отправилась выступать в бразильской Серии A. Всего же за данный период футболист успел отличился своими 2 забитыми голами во всех турнирах.

#### Аренда в «Гуарани»
В июне 2019 года футболист на правах арендного соглашения присоединился к бразильскому клубу «Гуарани» до конца сезона. Дебютировал за клуб футболист 21 июля 2019 года в матче бразильской Серии B против клуба «Ботафого», выйдя на замену на 62 минуте. Первым результативным действием за клуб футболист отличился 3 августа 2019 года в матче против клуба «Ред Булл Брагантино», отдав голевую передачу, благодаря которой удалось завершить встречу победой с минимальным счётом. Первоначально футболист выступал за клуб в роли одного из основных игроков, однако во второй половине сезона стал чаще оставаться на скамейке запасных, отличившись своей единственной результативной передачей. По итогу сезона футболист вместе с клубом завершил чемпионат на итоговом тринадцатом месте. По окончании срока арендного соглашения футболист покинул клуб.

### «Фигейренсе»
В январе 2020 года футболист на присоединился к бразильскому клубу «Фигейренсе». Дебютировал за клуб футболист 24 января 2020 года в матче Лиги Катариненсе против клуба «Ювентуса», выйдя на поле в стартовом составе. Дебютным забитым голом за клуб футболист отличился 26 января 2020 года в матче против клуба «Атлетико Тубаран». В августе 2020 года футболист вместе с клубом отправился выступать в бразильской Серии B. Первый матч за клуб в чемпионате футболист сыграл 12 августа 2020 года против салвадорской «Витории», выйдя на замену на 90 минуте. Закрепиться в основной команде клуба у футболиста не вышло, всего за сезон отличившись своим единственным забитым голом. В сентябре 2020 года футболист покинул клуб, расторгнув контракт по соглашению сторон.

### «Пайсанду»
В октябре 2020 года футболист на правах свободного агента присоединился к бразильскому клубу «Пайсанду». Дебютировал за клуб футболист 31 октября 2020 года в матче бразильской Серии C против клуба «Манаус», выйдя на замену на 91 минуте. Дебютным забитым голом за клуб футболист отличился 22 ноября 2020 года в матче против форталезского клуба «Ферровиарио». На протяжении сезона футболист выступал за клуб в роли одного из основных игроков, чередуя матчи в стартовом составе и со скамейки запасных, отличившись забитым голом и результативной передачей. По итогу сезона футболист вместе с клубом завершил чемпионат на итоговом четвёртом месте. В январе 2021 года футболист покинул бразильский клуб по окончании сезона.

### «Боависта»
В феврале 2021 года футболист на правах свободного агента присоединился к бразильскому клубу «Боависта». Дебютировал за клуб футболист 3 марта 2021 года в матче Лиги Кариока против клуба «Ботафого», выйдя на поле в стартовом составе. Первым результативным действием за клуб футболист отличился 7 марта 2021 года в матче против клуба «Бангу», отдав голевую передачу. Дебютным забитым голом за клуб футболист отличился 12 марта 2021 года в матче Кубка Бразилии против клуба «Гояс». На протяжении первой половины сезона футболист выступал за клуб в роли одного из основных игроков, успев отличиться своими забитым голом и результативной передачей. По итогу данного периода сезона футболист вместе с клубом завершил Лиги Кариоку на итоговом десятом месте. В конце апреля 2021 года футболист покинул клуб.

### «Кукеси»

#### Сезон 2021/22
В июле 2021 года футболист на правах свободного агента перешёл в албанский клуб «Кукеси». Дебютировал за клуб футболист 12 сентября 2021 года в матче против клуба «Эгнатия», выйдя на замену на 58 минуте. Дебютным забитым голом за клуб футболист отличился 3 октября 2021 года в матче против клуба «Теута». Своим первым хет-триком в карьере футболист отличился 4 декабря 2021 года в матче против клуба «Кастриоти». Футболист быстро смог закрепиться в основной команде клуба, на протяжении всего сезона выступая за клуб в роли одного из ключевых игроков, успев отличиться 6 забитыми голами и 3 результативными передачами в албанской Суперлиге. По итогу сезона футболист вместе с клубом завершил чемпионат на итоговом четвёртом месте.

#### Аренда в «Шахтёр» Солигорск
В июне 2022 года футболист прибыл на просмотр в солигорский «Шахтер» из белорусской Высшей лиги. В скором времени футболист на правах арендного соглашения присоединился к солигорскому клубу до конца сезона. В июле 2022 года футболист вместе с клубом отправился на квалификационные матчи Лиги чемпионов УЕФА. Дебютировал за клуб футболист 6 июля 2022 года в матче против словенского «Марибора», выйдя на поле в стартовом составе. Дебютный матч в чемпионате футболист сыграл 18 июля 2022 года против бобруйской «Белшины», выйдя на замену в начале второго тайма. В августе 2022 года футболист вместе с клубом уступили румынскому клубу ЧФР в рамках третьего квалификационного раунда Лиги конференций УЕФА. В сентябре 2022 года футболист выбыл из распоряжения основной команды клуба. По итогу сезона футболист стал победителем чемпионата. В декабре 2022 года футболист покинул клуб по окончании аренды.

### «Лондрина»
В марте 2023 года футболист на правах свободного агента перешёл в бразильский клуб «Лондрина», заключив контракт до конца сезона. Дебютировал за клуб футболист 14 мая 2023 года в матче против клуба «Понте-Прета», выйдя на поле в стартовом составе. Первым результативным действием за клуб футболист отличился 27 мая 2023 года в матче против клуба «Итуано», отдав голевую передачу. Однако закрепиться в основной команде клуба у футболиста полноценно не вышло, проведя всего лишь 6 матчей в рамках бразильской Серии B, успев отличиться своей единственной результативной передачей. В июне 2023 года футболист покинул клуб.

### СЭР Кашиас
В июне 2023 года футболист на правах свободного агента стал игроком бразильского клуба СЭР Кашиас. Дебютировал за клуб футболист 8 июля 2023 года в матче против клуба «Айморе», выйдя на замену в начале второго тайма. По итогу группового этапа чемпионата футболист вместе с клубом занял итоговое второе место и вышел в раунд плей-офф. Дебютным забитым голом за клуб футболист отличился 7 сентября 2023 года в первом полуфинальном матче против клуба «Ферровиарио». По итогу ответной полуфинальной встречи 10 сентября 2023 года футболист вместе с клубом с минимальным счётом уступил клубу «Ферровиарио», тем самым завершив своё выступление в чемпионате. На протяжении сезона футболист выступал за клуб в роли одного из основных игроков клуба, за который отличился своим единственным забитым голом.
Новый сезон за клуб футболист начал 20 января 2024 года с матча Лиги Гаушу против клуба «Гремио», выйдя на поле в стартовом составе. Первым результативным действием за клуб в сезоне футболист отличился 29 февраля 2024 года в матче Кубка Бразилии, отдав голевую передачу. Первым в сезоне забитым голом за клуб футболист отличился 8 марта 2024 года в матче против клуба «Сан-Жозе». Первый матч в чемпионате футболист сыграл 21 апреля 2024 года против клуба «Атлетик», выйдя на поле в стартовом составе. В июле 2024 года футболист покинул бразильский клуб, за который отличился 2 забитыми голами и результативной передачей во всех турнирах.

### «Сентрал Кост Маринерс»
В августе 2024 года футболист на правах свободного агента перешёл в австралийский клуб «Сентрал Кост Маринерс», с которым подписал двухлетний контракт. Дебютировал за клуб футболист 7 августа 2024 года в матче Кубка Австралии против клуба «Гейдельберг Юнайтед», выйдя на поле в стартовом составе. В сентябре 2024 года в составе клуба принимал участие в матчах Лиги чемпионов АФК. Свой дебютный матч в чемпионате футболист сыграл 18 октября 2024 года против клуба «Мельбурн Виктори». Своим первым результативным действием за клуб футболист отличился 3 января 2025 года в матче против клуба «Брисбен Роар», отдав голевую передачу. По итогу сезона футболист вместе с клубом завершил чемпионат на итоговом десятом месте. На протяжении сезона футболист выступал за клуб в роли одного из основных игроков, отличившись забитым голом и результативной передачей.

### «Капяз»
В августе 2025 года перешёл в азербайджанский клуб «Капяз», с которым подписал контракт до конца сезона.

## Достижения
«Шахтёр» Солигорск
- Чемпион Беларуси: 2022[a]